# Molinieae
Tribu
Les Molinieae sont une tribu de plantes monocotylédones de la famille des Poaceae, sous-famille des Arundinoideae, dont le genre-type est Molinia Schrank.
Cette tribu inclut 13 genres : Crinipes, Dichaetaria, Dregeochloa, Elytrophorus, Hakonechloa, Leptagrostis, Molinia, Moliniopsis, Nematopoa, Phragmites, Piptophyllum, Styppeiochloa, Zenkeria.